# A pleno sol
A pleno sol (Plein soleil) es una película francesa de 1960 basada en la novela de 1955 El talento de Mr. Ripley, escrita por Patricia Highsmith.
La película fue dirigida por René Clément, y contó con la actuación de Alain Delon (en el papel de Tom Ripley), Maurice Ronet y Marie Laforêt.
Basado en la misma novela se haría 39 años después otro film, dirigido por Anthony Minghella: El talentoso Mr. Ripley (The Talented Mr. Ripley, 1999), película estadounidense con los actores Matt Damon (Tom Ripley), Gwyneth Paltrow, Jude Law, Cate Blanchett y Philip Seymour Hoffman, que tendría 5 candidaturas a los Premios Óscar del año 2000.

## Trama

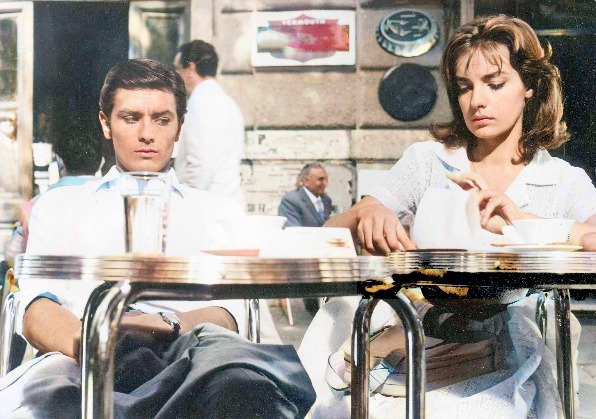
A pleno sol (1960).

El estadounidense Tom Ripley (Alain Delon) ha sido enviado a Italia para persuadir al rico Philippe Greenleaf (Maurice Ronet) para que regrese a San Francisco y se haga cargo del negocio de su padre. Philippe no tiene la intención de hacer tal cosa y el empobrecido Tom disfruta de una vida de lujo, por lo que los dos hombres esencialmente gastan dinero todo el día y se divierten toda la noche. Tom está obsesionado con Philippe y su novia, Marge (Marie Laforêt), y envidia la vida de Philippe. Philippe finalmente se aburre de la adulación de Ripley y se vuelve cruel y abusivo con él. Durante un viaje en yate, Philippe deja varado a Tom en un bote y este queda tumbado al sol durante horas.
De vuelta a bordo, Tom trama un plan para matar a Philippe y robar su identidad. Primero, deja pruebas de las infidelidades de Philippe para que Marge, indignada, las encuentre. Después de que Marge desembarca, Philippe se enfrenta a Tom, quien admite su plan con bastante indiferencia. Philippe, creyendo que es una broma, le sigue el juego y le pide a Tom los detalles del plan. De repente, asustado, Philippe le ofrece a Tom una suma sustancial para dejarlos en paz a él y a Marge, pero Tom afirma que puede obtener esta suma de todos modos y mucho más. Finalmente, fingiendo aceptar su oferta, Tom apuñala a Philippe mientras este último grita el nombre de Marge. Arroja el cuerpo por la borda y regresa al puerto.
Al regresar a la orilla, Tom le informa a Marge que Philippe ha decidido quedarse atrás. Luego viaja por Italia usando el nombre y la cuenta bancaria de Philippe, imitando perfectamente su voz y gestos; en efecto, Tom se ha convertido en Philippe, incluso estampando su propia foto, con sello, en el pasaporte de Philippe. Alquila una gran suite en un hotel de Roma.
Cuando el amigo de Philippe, Freddie Miles (Billy Kearns), llega al hotel para ver a Philippe y comienza a sospechar la verdad, Tom también lo asesina. Pronto se encuentra el cuerpo de Freddie y la policía italiana interviene. Tom continúa con su farsa, cambiando entre su identidad y la de Philippe, según lo que exija la situación. Después de llevar a cabo un elaborado plan para implicar a Philippe en el asesinato de Freddie, Tom falsifica una nota de suicidio y un testamento, dejando la fortuna de Greenleaf a Marge.
Tom sobrevive a una serie de situaciones peligrosas, apartando a la policía italiana de su rastro y aparentemente habiendo burlado a todos. Incluso logra seducir a Marge, con quien comienza a convivir abiertamente. La película termina de manera muy distinta a la novela original.

## Reparto
| Actor          | Personaje                       |
| -------------- | ------------------------------- |
| Alain Delon    | Tom Ripley / Philippe Greenleaf |
| Maurice Ronet  | Philippe Greenleaf              |
| Marie Laforêt  | Marge Duval                     |
| Erno Crisa     | Riccordi                        |
| Elvire Popesco | Madame Popova                   |
| Frank Latimore | O'Brien                         |
| Billy Kearns   | Freddy Miles                    |

## Casting
El papel principal de Tom Ripley estaba originalmente destinado al actor Jacques Charrier, mientras que a Alain Delon se le asignó el papel de Philippe Greenleaf, el indolente joven heredero amigo de Tom Ripley. Después de leer el guion, Alain Delon se dirigió a la casa del director René Clément donde también lo esperaban los hermanos Hakim, productores de la película, para declinar el papel propuesto, y afirmar que correspondería mejor al protagonista. personaje, argumentando que comparte el carácter pícaro de Tom Ripley. Alain Delon cuenta la reacción de los productores: “Fue horrible. Los hermanos Hakim, especialmente Robert, gritaban: “Cómo! Te atreves! eres solo un pequeño idiota! Deberías pagar para hacerlo! Duró hasta las dos de la madrugada, siempre al borde de la ruptura definitiva. Y luego vino un gran silencio impresionante, lo recuerdo muy bien. Y en este silencio cayó la voz de Bella Clement: “Rrrené cariño, la pequeña es rrrazón". Y hasta las cuatro de la mañana explicó por qué el pequeño tenía razón." Los actores principales de la película, Alain Delon y Maurice Ronet, se hicieron amigos durante el rodaje y, a partir de entonces, volverían a actuar juntos en Lost Command, La piscina y Mort d'un pourri.

## Rodaje
El rodaje tuvo lugar desde el 3 de agosto al 22 de octubre de 1959 en Italia, especialmente en Nápoles (Puerta Capuana y paseo marítimo), la isla de Isquia (playa de Maronti, Ischia Ponte, Ischia Porto y Palazzo D'Ambra), la isla de Procida y Roma.

### Lugares de rodaje hoy

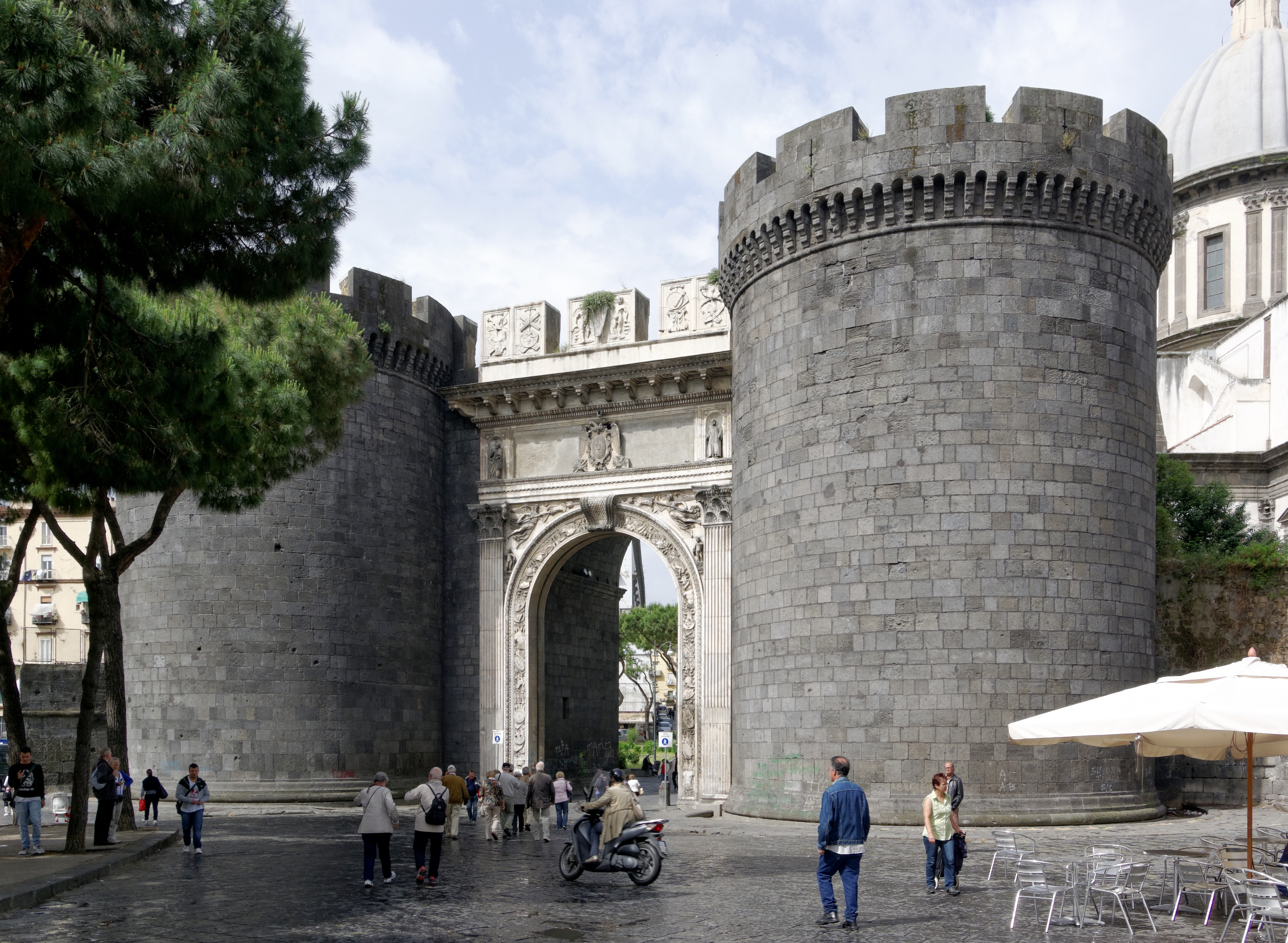
La Puerta Capuana en Nápoles, escena en la que Marge escribe una carta en un bar para que Ripley la lleve a Philippe
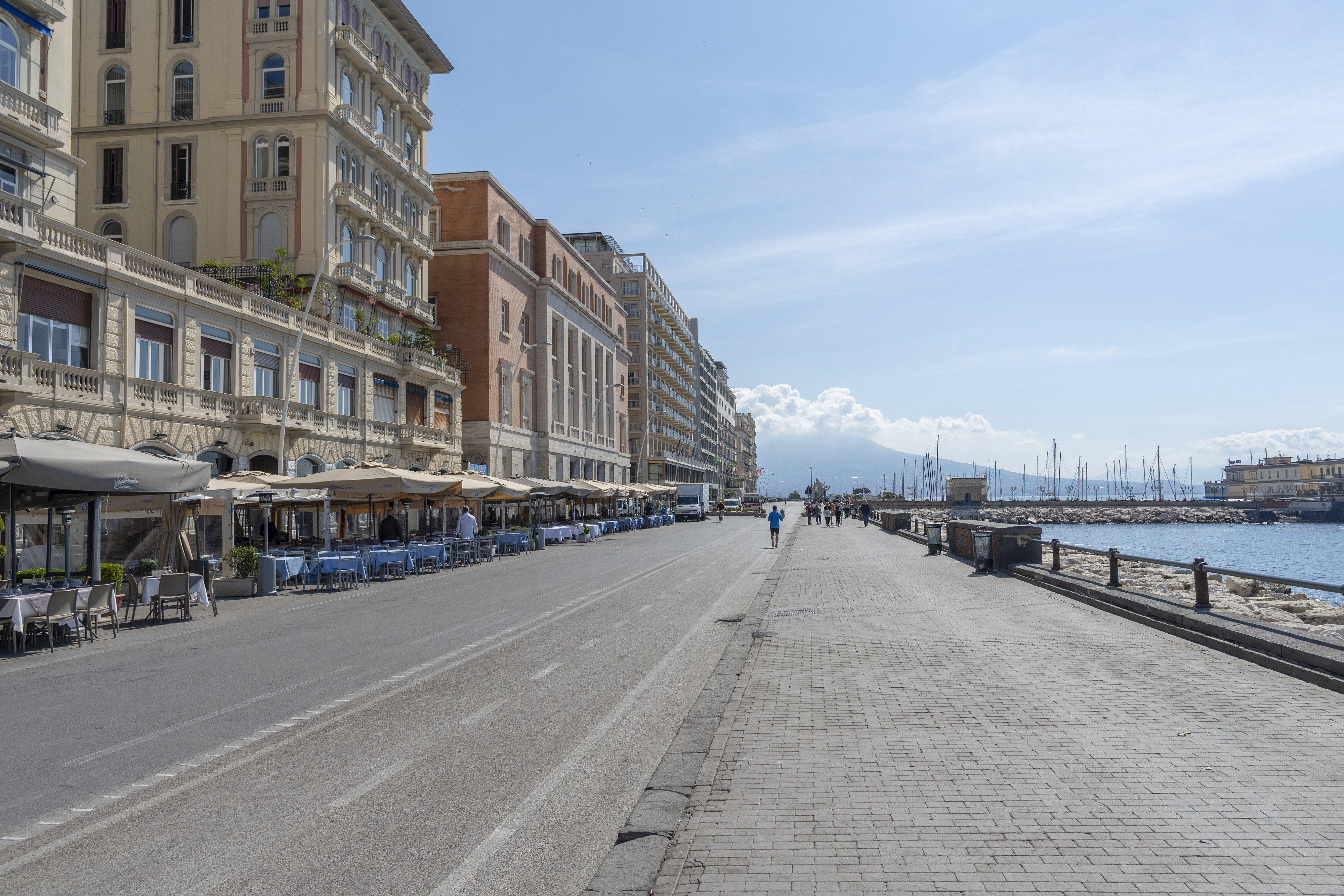
La Via Partenope en Nápoles, escena en la que Ripley y Marge caminan por el paseo marítimo
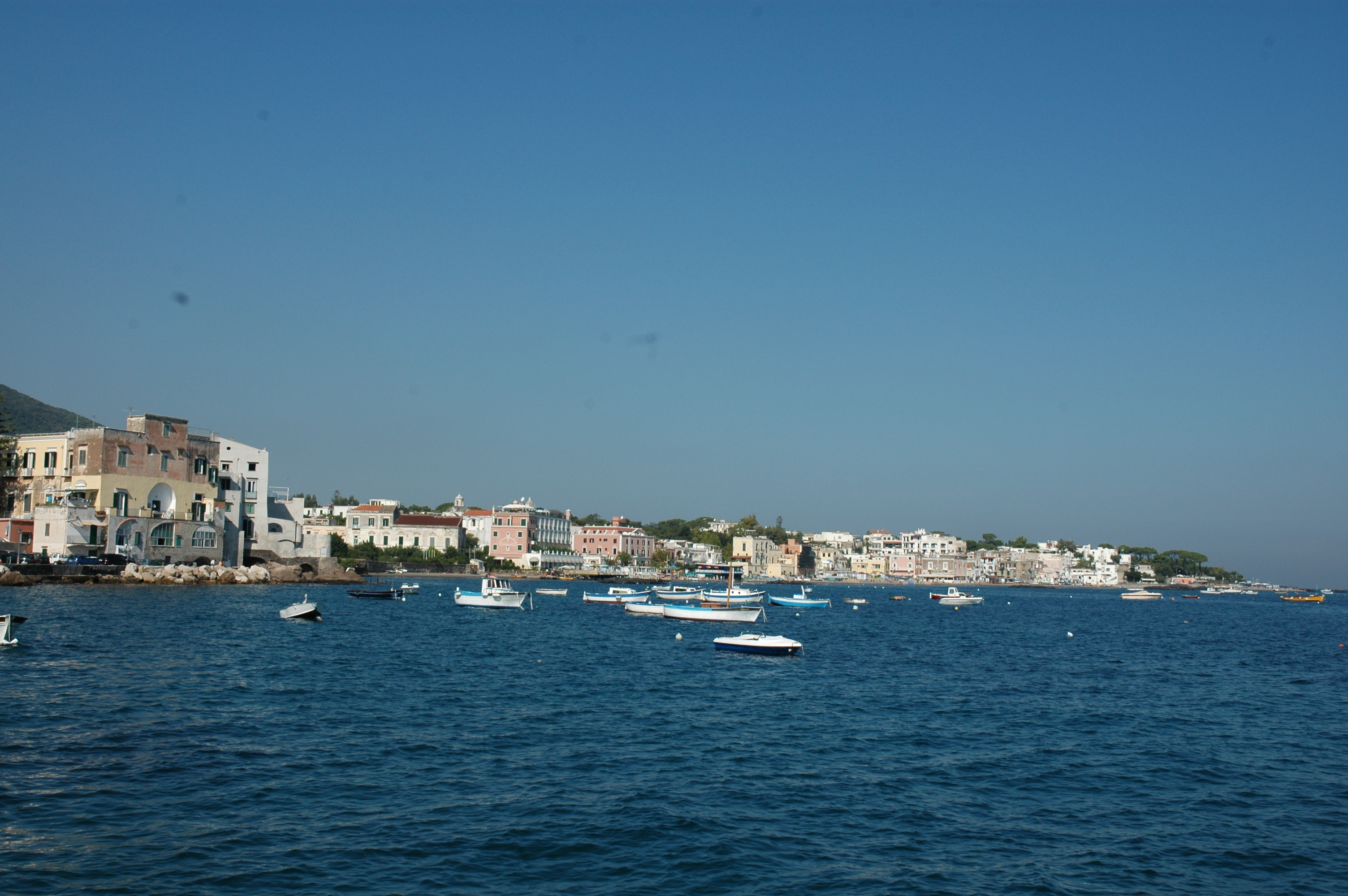
Ischia Ponte, escena en la que Ripley y Philippe llegan a Mongibello (con la casa de Marge en el extremo izquierdo)
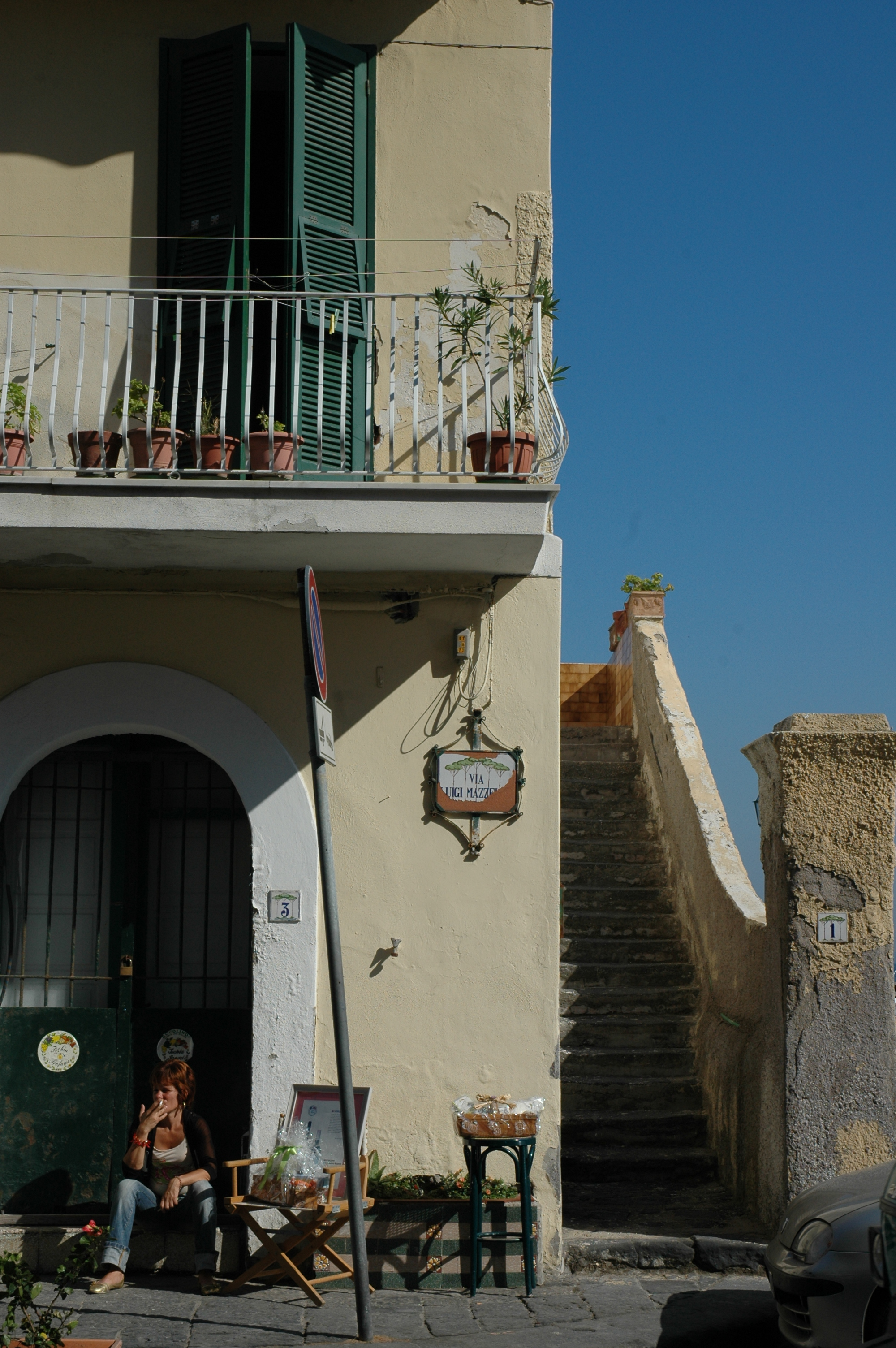
Ischia Ponte, escena en la que Ripley lleva la carta a Philip
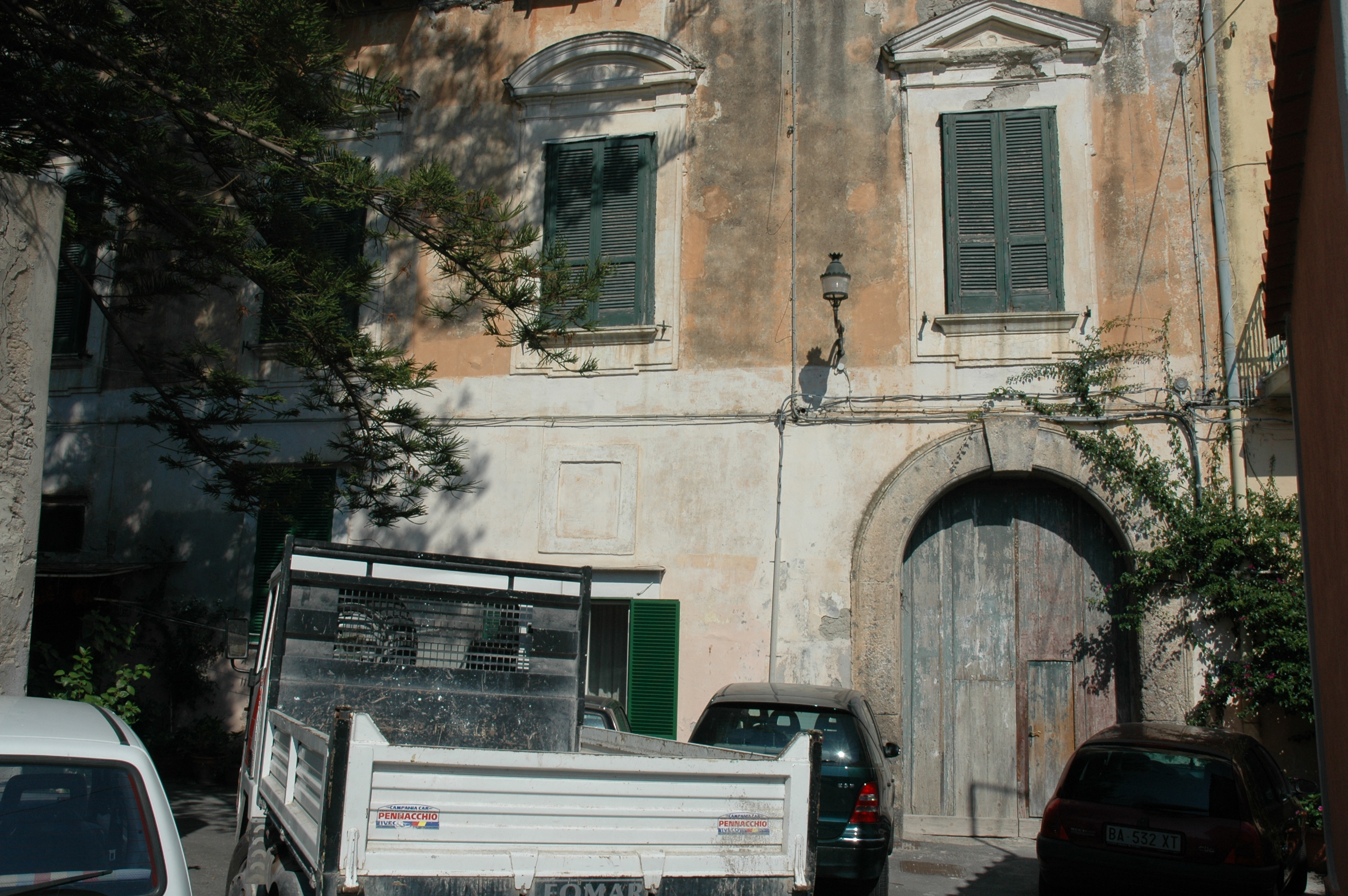
Ischia Ponte, la casa de Marge
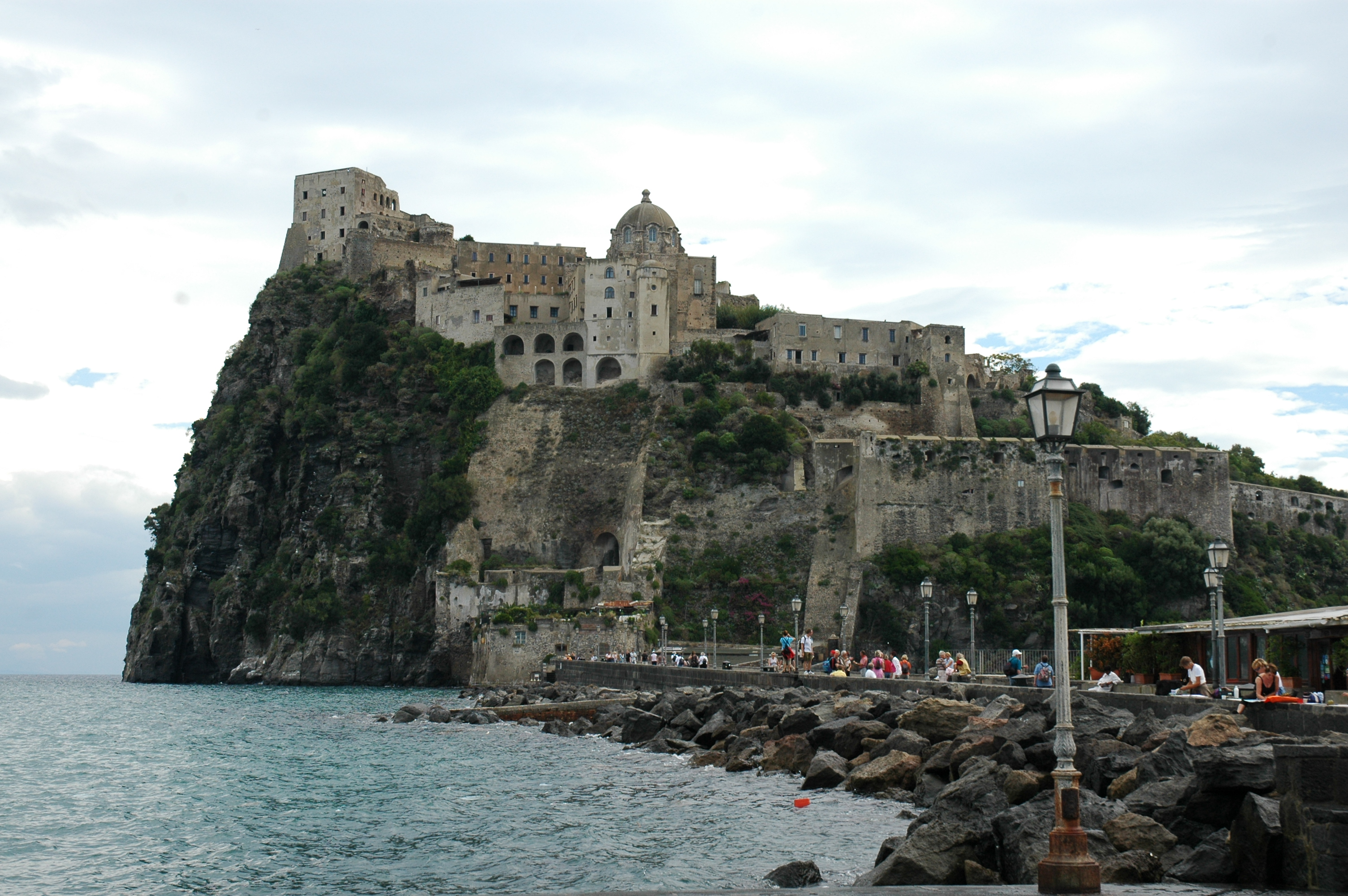
Ischia Ponte, Castillo Aragonés, escena antes de que Marge abandone el barco
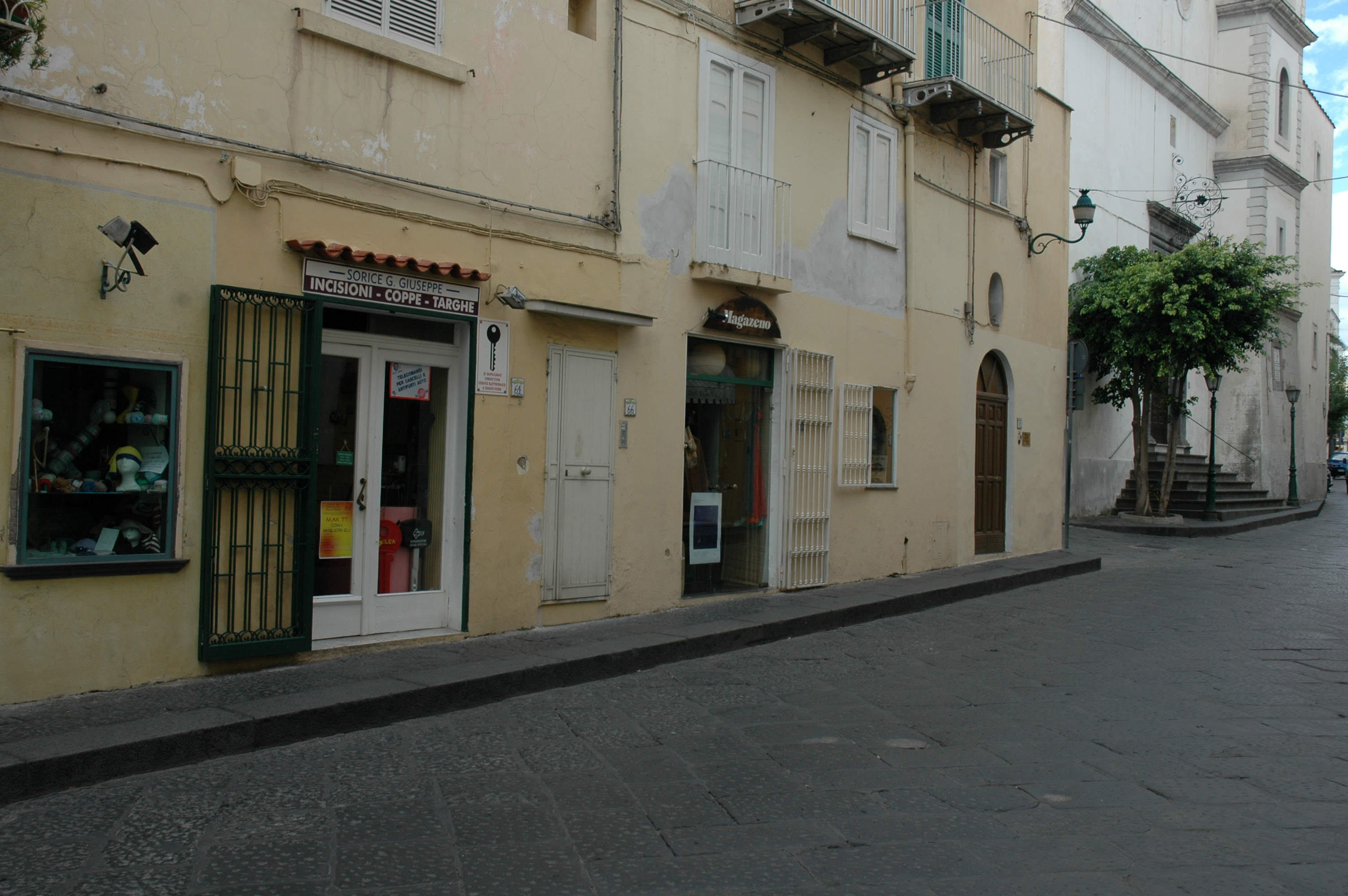
Ischia Ponte, estación de autobuses, escena en la que Ripley y Marge esperan el autobús
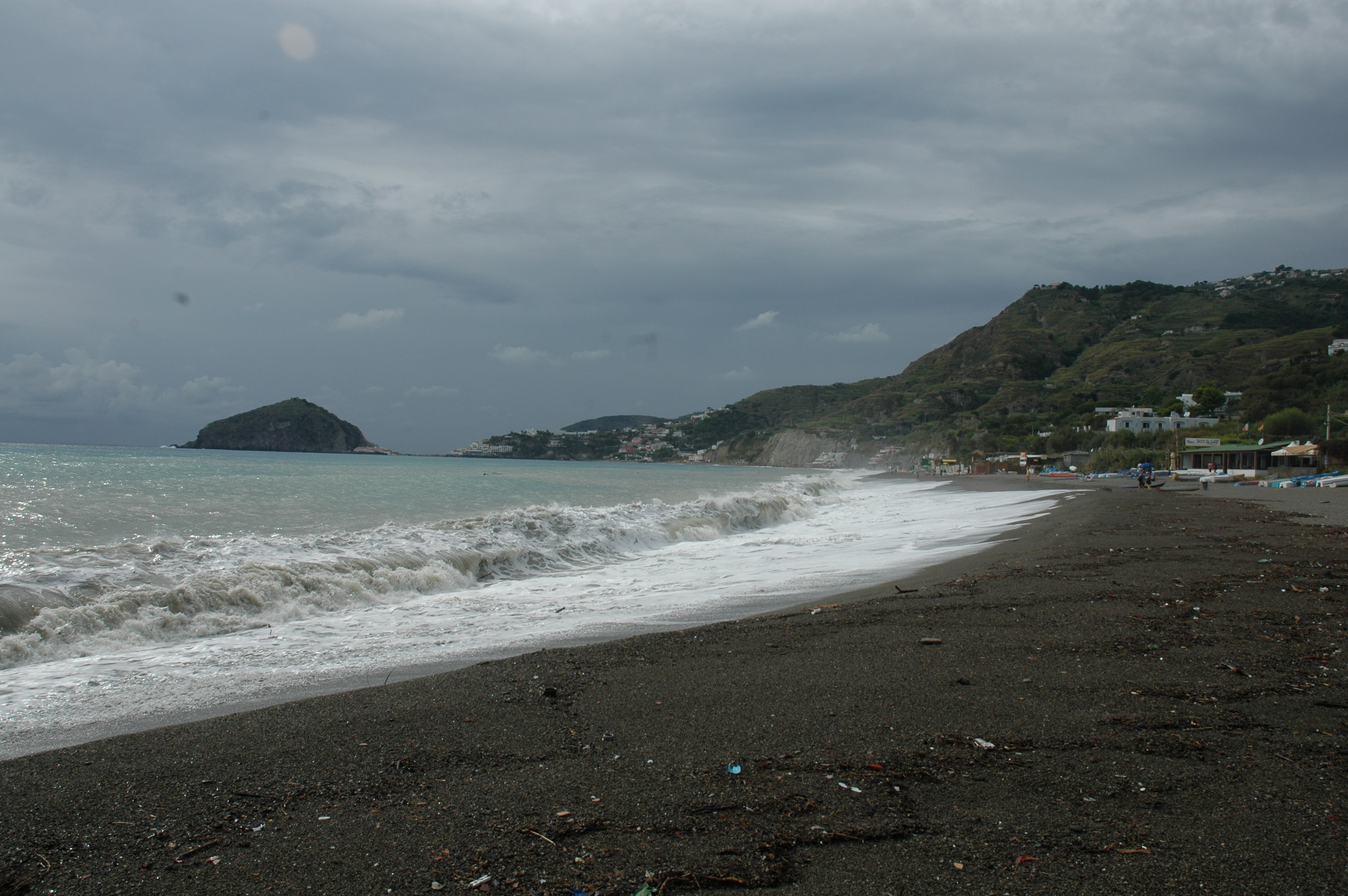
Spiaggia Maronti, última escena de la película

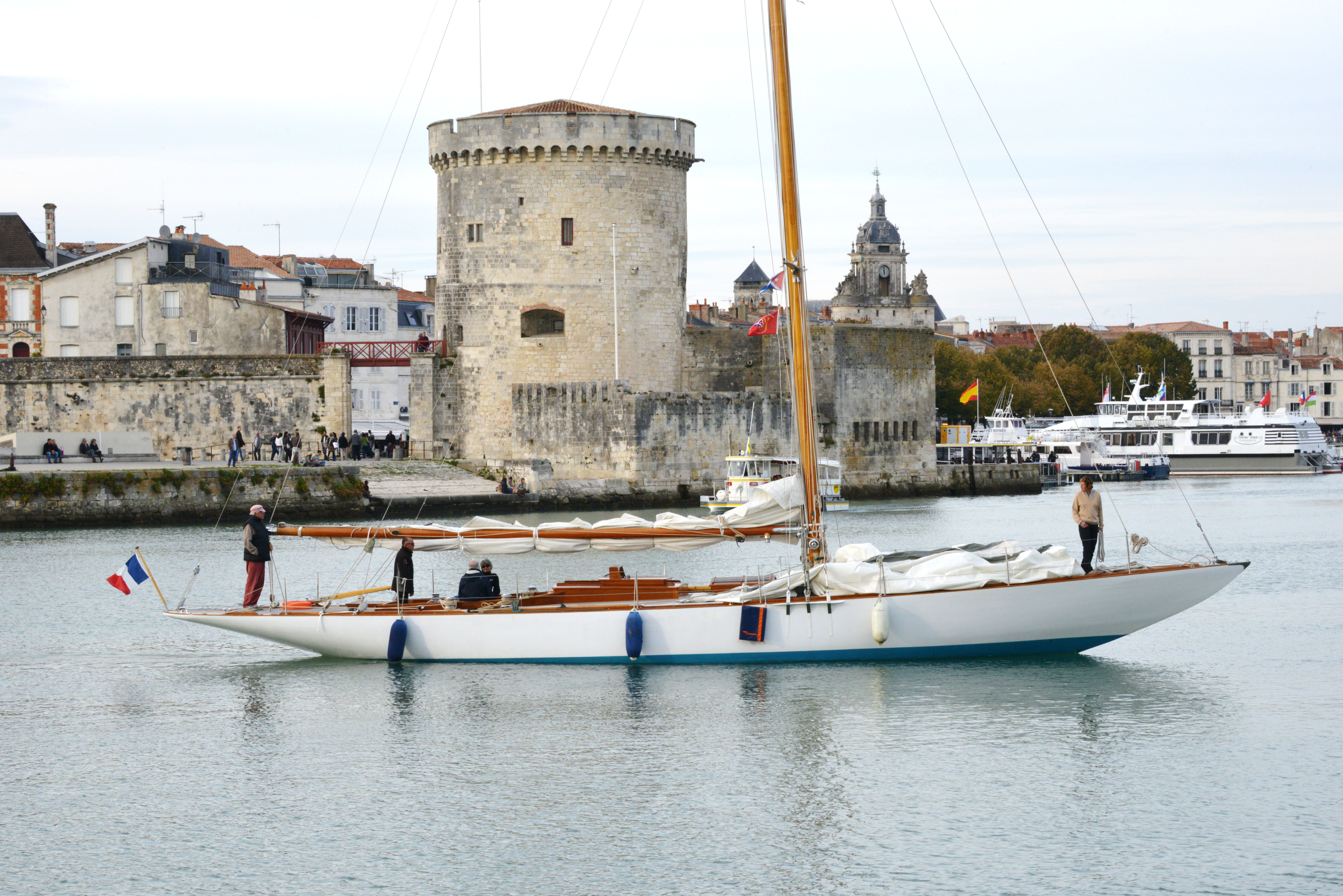
Lasse en La Rochelle en 2015.

#### El barco
El velero utilizado para el rodaje de la película, Lasse, es un cúter bermudeño de 18,28 m  construido en Dinamarca en 1940 según planos de Johan Anker. Encargado por el rey Christian X de Dinamarca en los astilleros de Stubbekøbing y bautizado por primera vez como Eva, se dice que fue entregado a Eva Braun, la amante de Hitler. El barco estuvo amarrado durante la guerra en la Academia Naval de Mürwik en Flensburg, donde escapó del bombardeo aliado. Más tarde rebautizado como Lasse, llevó el nombre de Marge en la película.

## Recepción
A pleno sol fue elogiado por la crítica y convirtió a Delon en estrella. En 1962, Clément y Paul Gégauff ganaron un premio Edgar de Mystery Writers of America al mejor guion de película extranjera.
Roger Ebert le dio a A pleno sol tres estrellas (en comparación con la reseña de cuatro estrellas que le dio a la versión de 1999), y escribió que "lo mejor de la película es la forma en que la trama crea una manera para que Ripley cree una portada perfecta", pero criticó el "final menos que satisfactorio", sintiendo que "A pleno sol termina como lo hace solo porque Clement no tiene el nervio de hierro de Highsmith".
James Berardinelli calificó a A pleno sol por encima de El talentoso Mr. Ripley, dándole una reseña de cuatro estrellas (en comparación con las dos estrellas y media de El talentoso Mr. Ripley ). Berardinelli elogió la actuación de Delon y dijo que "Tom es fascinante porque Delon lo hace así" y también elogió la película por "un trabajo de cámara experto y una dirección nítida". Berardinelli colocó a A pleno sol en su lista All-Time 100 y la comparó con la película de 1999: "La nueva versión volvió al material original, The Talented Mr. Ripley de Patricia Highsmith. El resultado, aunque podría decirse que es más fiel a los eventos del libro de Highsmith, es muy inferior. Decir que sufre en comparación con A pleno sol es quedarse corto. Casi todos los aspectos de la película de 1960 de Rene Clement son superiores a la versión de 1999 de Minghella, desde la cinematografía hasta la actuación y el guión. Matt Damon podría ser un Tom Ripley creíble, pero solo para aquellos que nunca experimentaron la interpretación de Alain Delon". Nandini Ramnath escribió para Scroll.in: "La representación definitiva de la creación más perdurable de la novelista policíaca Patricia Highsmith data de 1960. Damon y Hopper se acercan a transmitir la crueldad y la ambición de Tom Ripley, pero Delon captura sin esfuerzo su mística".

## Otras películas de la serie "Ripley"

### - La máscara de Ripley (1970)
- Mr. Ripley el regreso (Ripley Under Ground), película estadounidense dirigida por Roger Spottiswoode en 2005, con los actores Barry Pepper (Tom Ripley), Jacinda Barrett, Tom Wilkinson y Willem Dafoe.[15]

### - El juego de Ripley (1974)
- El amigo americano (Der amerikanische Freund), película de Alemania Occidental dirigida por Wim Wenders en 1977, con los actores Dennis Hopper (Tom Ripley) y Bruno Ganz.[16]
- El juego de Ripley (Ripley's Game), película italoestadounidense dirigida por Liliana Cavani en 2002, con los actores John Malkovich (Tom Ripley), Dougray Scott y Ray Winstone.[17]